# 趙天麒
趙天麒，字平符，山西武鄉縣人，明朝政治人物。同进士出身。

## 生平
崇禎十五年（1642年）以五經中式壬午科山西鄉試舉人，崇禎十六年（1643年）聯捷进士，工部觀政，以养亲辞归。李自成派人聘請，趙天麒自殺因掛樹未死。

## 著作
著有《北原山房稿》、《理学真铨》、《续高士传》、《四书正一传》。

## 家族
曾祖趙興邦，鄉耆。祖父趙克寬，增廣生。父趙廷昇，庠生。